# SUPER BEAVER
SUPER BEAVER（スーパービーバー）為日本搖滾樂團，於2005年組成。略稱為「ビーバー」（BEAVER）。
樂團的名字為吉他手柳沢所取，想在樂團名中使用動物相關的詞語而選擇了海狸（BEAVER），前綴的SUPER僅是為了念法通順所加上，並沒有什麼特殊的意義。

## 所屬成員
東京都出身，渋谷、上杉、柳沢為高中的前輩與後輩，藤原則為柳沢的兒時玩伴。
渋谷龍太（しぶや りゅうた）：主唱。自彈自唱時稱作澁谷逆太郎（しぶやぎゃくたろう）。同時也是MANGA SHOCK的貝斯手。
柳沢亮太（やなぎさわ りょうた）：吉他手、合音。
上杉研太（うえすぎ けんた）：貝斯手。
藤原広明（ふじわら  ひろあき）：鼓手。

## 經歷
2005年
高中的前輩與後輩組成樂團，以下北沢、渋谷為中心開始舉辦LIVE活動。
在TEENS' MUSIC FESTIVAL（ティーンズ・ミュージック・フェスティバル，簡稱TMF）全國大會中獲得オーディエンス大賞。
2007年
於下北沢CLUB251的第一次個人LIVE，門票全部完售。此後LIVE活動擴展至關東近郊。
發行第一張獨立製作的迷你專輯「日常」。
2008年
11月，第二張迷你專輯「心景」，人氣與關注度不停地增長。
2009年
6月，推出第一張單曲「深呼吸」，正式出道。同名主打歌「深呼吸」為火影忍者疾風傳的片尾曲，C/W曲「道標」為火影忍者少年篇的片頭曲。
8月，第二張單曲「二つの旅路」。
11月，第三張單曲「シアワセ」，與魔法のiらんど和M-ON!合作企劃「ボクとキミ.com」，點閱率超過一百萬。
11月末，發行第一張完整專輯「幸福軌道」。
2010年
3月，眾所期待的全國巡演「幸福軌道ツアー2010」於全國七處舉行。最後在代官山 UNIT的熱烈盛況中結束。
10月，第三張迷你專輯「SUPER BEAVER」。收錄於這張專輯裡的「ささやかな」在電影《ソラニン》中以樂團ロッチ的歌曲登場。
2011年
舉辦超過100場LIVE活動。
離開原屬事務所EPIC Records Japan。
2012年
自行創立「I×L×P× RECORDS」。
4月，第四張單曲「歓びの明日に」於LIVE會場限定發行。
7月，第二張專輯「未来の始めかた」。發行的個人演唱會在横濱CLUB Lizard開始，結束於涉谷eggman。
2013年
4月，第四張迷你專輯「世界が目を覚ますのなら」。
12月，第五張單曲「あなた（Another ver.）」於LIVE會場限定發行。
2014年
2月，在eggman内成立了新唱片公司[NOiD]。第三張專輯「361°」。
3月，全國巡演開始。最初日於涉谷eggman售票之后，很快售罄。巡回打破了過去最多的人數紀錄，於涉谷CLUB QUATTRO的最終場進行的800人活動也全數售完。巡迴之後還參加了10-FEET主辦的夏日祭“京都大作戰”。
9月，第五張單曲「らしさ / わたくしごと」。吉他手柳沢因肝臟問題緊急住院。而LIVE活動則由其他吉他手支援。
11月，柳沢復歸。從渋谷CLUB QUATTRO開始「らしさ / わたくしごと」發行之巡演，東京、名古屋、大阪、福岡舉辦的個人LIVE，門票售罄。
2015年
4月1日，樂團組成10週年。同日發行第四張專輯「愛する」。
2016年
6月1日發行第五張專輯「27」。
10月12日第一張LIVE DVD「未来の続けかた」 發售。
2017年
1月25日發行雙A面單曲「美しい日 / 全部」。
4月6日開始主唱渋谷擔任知名廣播節目オールナイトニッポン０每週四的主持人。
9月6日發行第五張迷你專輯「真ん中のこと」 ，並分為初回盤與通常盤兩種版本。
12月6日發行第二張LIVE DVD「Tokai No Rakuda Special at 大阪城音楽堂」
2018年
3月28日，主唱渋谷於演出不久後感到身體不適，經檢查後進行住院，並取消部分演出以及在ANN0主持的最終回。
4月11日渋谷回歸。
4月30日SUPER BEAVER首次於武道館演出，門票與追加指定席全數售罄。
6月27日發行第六張專輯「歓声前夜」
7月25日發行第三張LIVE DVD/BLU-RAY
「Tokai No Rakuda Special at 日本武道館」
11月21日發行單曲「予感」
2020
4月8日，官方發表在十年過後與Sony Music Records重新簽約，回歸主流音樂製作
5月27日發行第四張LIVE DVD/BLU-RAY「Tokai No Rakuda at 國立代々木競技場第一體育館」
6月10日發行單曲「ハイライト / ひとりで生きていたならば」

## 影像作品

### 其他
1. 喝采（2011年12月14日）
  - 12月14日限定音源。渋谷龍太作詞作曲。
2. 世紀末は雨に降られて
  - 於TOWER RECORDS預購專輯「愛する」禮品
3. 朝
  - 於TSUTAYA預購專輯「愛する」禮品
4. 誰かを想いながら
  - 於VILLAGE VANGUARD預購專輯「愛する」禮品
5. 小さな声で
  - 於HMV預購專輯「愛する」禮品
6. Wonder Boy
  - 與樂隊MOP of HEAD之合作曲
7. sakayume
  - 澁谷逆太郎solo project中第一首數位單曲
8. the curb
  - 澁谷逆太郎solo project中第二首數位單曲

### 未發表曲目
黒の鼓動
そしていつか…
夕焼け赤く染まって
イメージ
愛の微笑み
ニセモノ

## 外部連結
- SUPER BEAVER官方網站（页面存档备份，存于）
- 渋谷龍太の不道徳教育講座 - アメーバブログ（页面存档备份，存于）
- SUPER BEAVER的X（前Twitter）
  - 柳沢亮太的X（前Twitter）
  - 新·柳沢亮太的X（前Twitter）
  - 渋谷龍太的X（前Twitter）
  - 上杉研太的X（前Twitter）
  - 藤原広明的X（前Twitter）